# María Teresa Torró Flor
María Teresa Torró Flor (* 2. Mai 1992 in Villena) ist eine ehemalige spanische Tennisspielerin.

## Karriere
Torró Flor, die Sandplätze bevorzugte, begann im Alter von vier Jahren Tennis zu spielen. Im Oktober 2006 trat sie zu ihrem ersten ITF-Turnier an. Ihren ersten Titel auf dem ITF Women's Circuit gewann sie 2008 und im Jahr 2012 gewann sie dort sieben Einzeltitel. 2010 versuchte sie sich in Marbella erstmals auf der WTA Tour, scheiterte aber bereits in der Qualifikation.
Im Januar 2013 gelang ihr der erste Titelgewinn bei einem WTA-Turnier. Im Endspiel der Moorilla Hobart International besiegte sie an der Seite ihrer Landsfrau Garbiñe Muguruza die Paarung Tímea Babos/Mandy Minella in zwei Sätzen. Im Jahr 2013 erreichte sie bei allen vier Grand-Slam-Turnieren das Hauptfeld; in Paris, Wimbledon und New York stand sie sogar jeweils in der zweiten Runde.
Ihren ersten Einzeltitel auf der WTA Tour gewann sie am 27. April 2014 in Marrakesch, wo sie im Endspiel die Schweizerin Romina Oprandi in drei Sätzen besiegte. Damit verbesserte sie sich im Ranking unter die Top 50.

## Turniersiege

### Einzel
| Nr. | Datum            | Turnier         | Kategorie         | Belag     | Finalgegnerin           | Ergebnis       |
| --- | ---------------- | --------------- | ----------------- | --------- | ----------------------- | -------------- |
| 1.  | Dezember 2008    | Benicarló       | ITF $10.000       | Sand      | Ashley Weinhold         | 6:4, 1:6, 7:5  |
| 2.  | Oktober 2009     | Antalya         | ITF $10.000       | Sand      | Hanna Orlik             | 6:0, 6:3       |
| 3.  | Februar 2010     | Madrid          | ITF $10.000       | Sand      | Giulia Gatto-Monticone  | 7:5, 3:6, 6:4  |
| 4.  | April 2011       | Civitavecchia   | ITF $25.000       | Sand      | Anna Remondina          | 6:3, 6:4       |
| 5.  | April 2012       | Civitavecchia   | ITF $25.000       | Sand      | Julija Bejhelsymer      | 3:6., 7:5, 6:2 |
| 6.  | Juni 2012        | Zlin            | ITF $25.000       | Sand      | Jasmina Tinjić          | 6:1, 1:6, 6:1  |
| 7.  | Juni 2012        | Craiova         | ITF $50.000       | Sand      | Andreea Mitu            | 6:3, 6:4       |
| 8.  | Juni 2012        | Rom             | ITF $25.000       | Sand      | Tereza Mrdeža           | 6:3, 6:0       |
| 9.  | Juli 2012        | Bukarest        | ITF $100.000      | Sand      | Garbiñe Muguruza        | 6:3, 4:6, 6:4  |
| 10. | 29. Juli 2012    | Olmütz          | ITF $100.000      | Sand      | Alexandra Cadanțu       | 6:2, 6:3       |
| 11. | 11. Oktober 2012 | Sant Cugat      | ITF $25.000       | Sand      | Estrella Cabeza Candela | 6:1, 6:4       |
| 12. | 27. April 2014   | Marrakesch      | WTA International | Sand      | Romina Oprandi          | 6:3, 3:6, 6:3  |
| 13. | Mai 2015         | Saint Gaudens   | ITF $25.000       | Sand      | Jana Čepelová           | 6:1, 6:0       |
| 14. | August 2015      | Prag            | ITF $75.000       | Sand      | Denisa Allertová        | 6:3, 7:65      |
| 15. | Januar 2017      | Hamamet         | ITF $15.000       | Sand      | Julia Grabher           | 6:2, 6:2       |
| 16. | Januar 2017      | Hammamet        | ITF $15.000       | Sand      | Alexandra Dulgheru      | 6:3, Aufgabe   |
| 17. | Februar 2017     | Manacor         | ITF $15.000       | Sand      | Anastasia Zarycká       | 6:4, 6:2       |
| 18. | Juni 2017        | Figueira da Foz | ITF $25.000       | Hartplatz | Sarah-Rebecca Sekulic   | 6:4, 6:2       |
| 19. | August 2017      | Montreux        | ITF $25.000       | Sand      | Deborah Chiesa          | 4:6, 6:1, 6:2  |

### Doppel
| Nr. | Datum            | Turnier      | Kategorie         | Belag     | Partnerin                | Finalgegnerinnen                         | Ergebnis           |
| --- | ---------------- | ------------ | ----------------- | --------- | ------------------------ | ---------------------------------------- | ------------------ |
| 1.  | Oktober 2010     | Madrid       | ITF $50.000       | Sand      | Lara Arruabarrena        | Irina-Camelia Begu Elena Bogdan          | 6:4, 7:5           |
| 2.  | 12. Januar 2013  | Hobart       | WTA International | Hartplatz | Garbiñe Muguruza         | Tímea Babos Mandy Minella                | 6:3, 7:65          |
| 3.  | 20. Juli 2014    | Båstad       | WTA International | Sand      | Andreja Klepač           | Jocelyn Rae Anna Smith                   | 6:1, 6:1           |
| 4.  | 28. Februar 2015 | Acapulco     | WTA International | Hartplatz | Lara Arruabarrena Vecino | Andrea Hlaváčková Lucie Hradecká         | 7:62, 5:7, [13:11] |
| 5.  | 14. Januar 2017  | Hammamet     | ITF $15.000       | Sand      | Chloé Paquet             | Joséphine Boualem Julia Grabher          | 6:4, 6:4           |
| 6.  | 21. Januar 2017  | Hammamet     | ITF $15.000       | Sand      | Laura Pigossi            | Cristina Dinu Jana Sisikowa              | 6:2, 6:4           |
| 7.  | 17. Februar 2017 | Manacor      | ITF $15.000       | Sand      | Olga Sáez Larra          | Yvonne Cavalle-Reimers Charlotte Römer   | 6:3, 6:2           |
| 8.  | 25. August 2017  | Braunschweig | ITF $25.000       | Sand      | Cornelia Lister          | Anastassija Komardina Diāna Marcinkēviča | 3:6, 7:65, [11:9]  |

## Abschneiden bei Grand-Slam-Turnieren

### Einzel
| Turnier         | 2012 | 2013 | 2014 | 2015 | 2016 | 2017 | 2018 | Karriere |
| --------------- | ---- | ---- | ---- | ---- | ---- | ---- | ---- | -------- |
| Australian Open | —    | 1    | —    | 1    | Q1   | —    | Q1   | 1        |
| French Open     | —    | 2    | 3    | 1    | —    | —    | —    | 3        |
| Wimbledon       | —    | 2    | 1    | Q2   | —    | —    | —    | 2        |
| US Open         | Q1   | 2    | 1    | Q2   | —    | —    | —    | 2        |

Zeichenerklärung: S = Turniersieg; F, HF, VF, AF = Einzug ins Finale / Halbfinale / Viertelfinale / Achtelfinale; 1, 2, 3 = Ausscheiden in der 1. / 2. / 3. Hauptrunde; Q1, Q2, Q3 = Ausscheiden in der 1. / 2. / 3. Runde der Qualifikation; n. a. = nicht ausgetragen

### Doppel
| Turnier         | 2013 | 2014 | 2015 | 2016 | Karriere |
| --------------- | ---- | ---- | ---- | ---- | -------- |
| Australian Open | —    | —    | AF   | 1    | AF       |
| French Open     | 1    | 2    | VF   | —    | VF       |
| Wimbledon       | 1    | 1    | —    | —    | 1        |
| US Open         | —    | 1    | 1    | —    | 1        |